# Eutatus

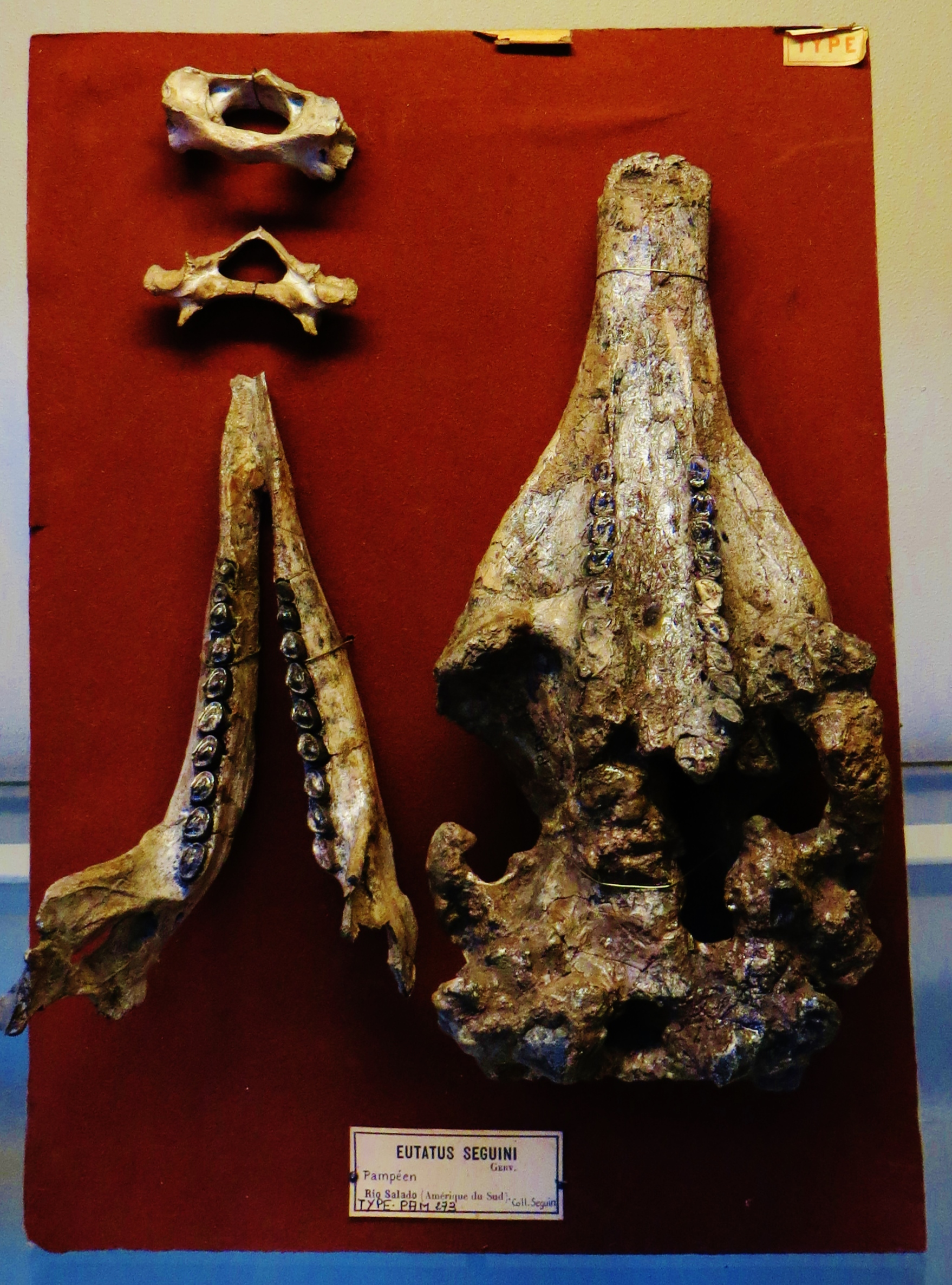
Cráneo de Eutatus seguini.

Eutatus es un género extinto de la familia Chlamyphoridae. Estos armadillos gigantes habitaron en el centro-sur de América del Sur desde el Pleistoceno inferior (2 Ma) hasta el Holoceno temprano (5000 años AP). 

## Distribución
El registro de los restos fósiles de sus especies se limita al sur y sudoeste del Uruguay, y al centro-norte y centro-este de la Argentina, con registros para las provincias de: Buenos Aires, Ciudad Autónoma de Buenos Aires, Córdoba, Entre Ríos, Santa Fe, Santiago del Estero, y Tucumán. 

## Características generales y hábitos

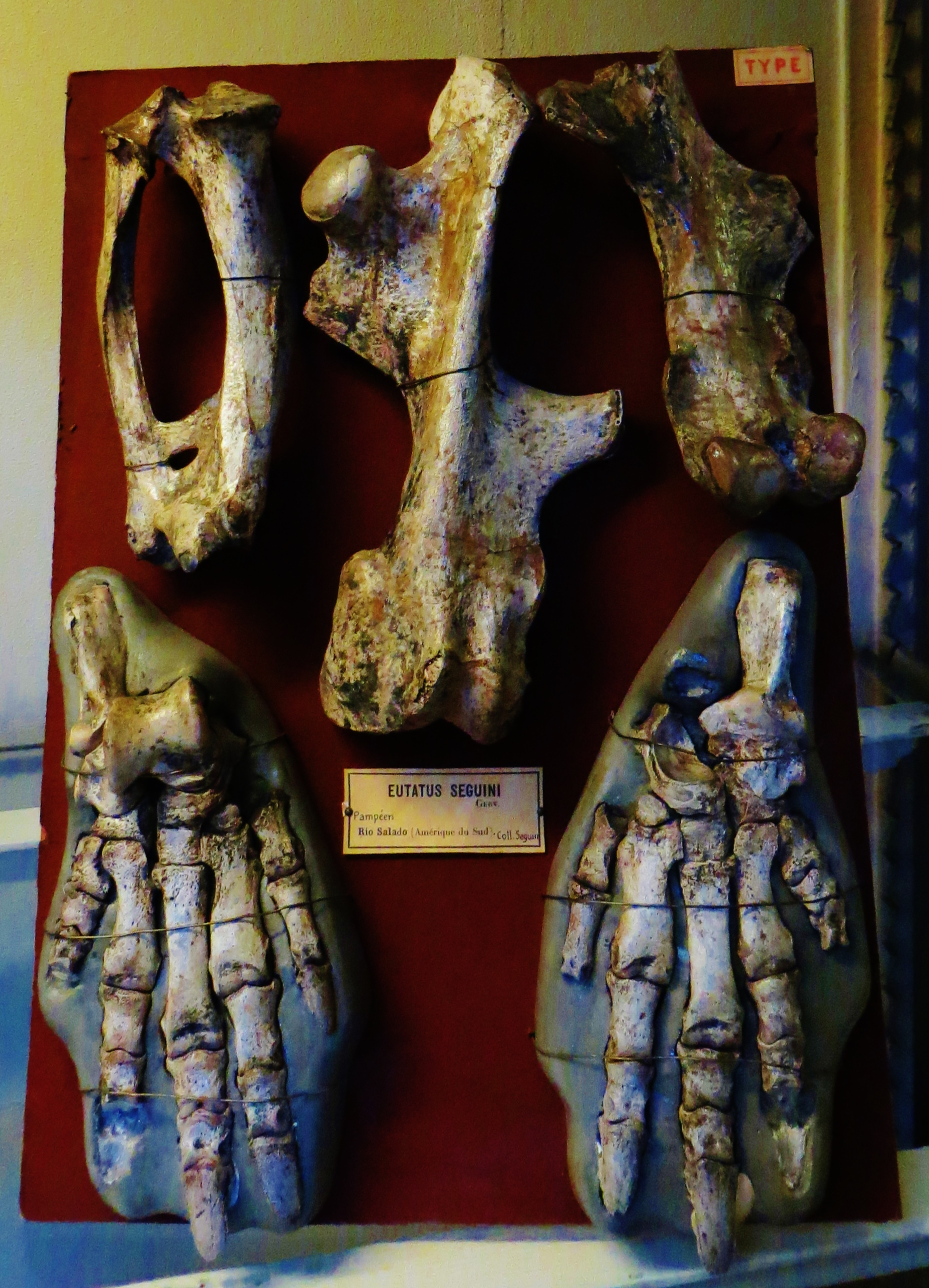
Extremidades.

Los restos de ejemplares de este género son abundantes en la región pampeana, en todas las unidades mamalíferas comprendidas desde el Plioceno tardío (Vorohuense) hasta el Holoceno temprano (Lujanense más superior). Incluso es de las pocas especies ya extintas pero que superaron con éxito la extinción general de la megafauna pampeana, sobreviviendo hasta el comienzo del Platense, aunque ya en esos estratos disminuye muchísimo su presencia.
Este género tenía una apariencia similar al viviente tatú carreta, con el que posiblemente estaba relacionada. 
Posee un cráneo muy alargado hacia adelante, con premaxilares y nasales de gran desarrollo, y con un escudete de placas óseas conocido como escudete cefálico. Contaba con 9 a 10 dientes en cada mandíbula, los que le permitían alimentarse de larvas, caracoles, huevos de aves, carne en descomposición, y tallos. Dorsalmente estaba defendido por una robusta coraza dorsal con bandas nucales, un pseudoescudo escapular; dos tercios de la misma eran cubiertos por alrededor de 33 bandas móviles. También presenta un escudo pélvico. Sus patas eran robustas, cortas, armadas con enormes garras, con las cuales cavaba grandes galerías subterráneas, con amplias cámaras donde paría y alimentaba a sus crías. Sus grandes paleocuevas se descubrieron en la ciudad de Mar del Plata y en la próxima San Eduardo del Mar.
El único individuo con esqueleto completo es el exhumado en el año l996 por José Luis Ramírez en las barrancas del río Salto, el cual posee una antigüedad de alrededor de 60 000 años AP; se expone en el Museo de Paleontología y Arqueología José F. Bonaparte, de la ciudad de Salto, en la provincia de Buenos Aires, Argentina.

## Taxonomía
Eutatus posee una sistemática compleja. Este género fue descrito originalmente en el año 1867 por el paleontólogo francés François Louis Paul Gervais. La especie tipo es Eutatus seguini. Posteriormente, el paleontólogo argentino Florentino Ameghino describe 4 especies colectadas por su hermano Carlos en las barrancas del río Santa Cruz: Eutatus bipunctatus, Eutatus oenophorus, Eutatus distans, y Eutatus lagena.
Al poco tiempo Ameghino tendría un conflicto con el por entonces director del Museo de La Plata, Francisco Pascasio Moreno, por lo que muchos de los materiales de las especies tipo pasaron a depositarse en la Colección Nacional Ameghino (MACN-A), en el Museo Argentino de Ciencias Naturales “Bernardino Rivadavia” (MACN) de Buenos Aires, Argentina. Dos años después, Ameghino publica su manumental obra Contribución al conocimiento de los mamíferos fósiles de la República Argentina, en la cual expuso las descripciones ampliadas de las especies de este género creadas por él en 1887, con excepción de Eutatus bipunctatus a la que pasó a la sinonimia de Eutatus oenophorus.
En el año 1894, Ameghino recombinaría Eutatus oenophorus como Proeutatus oenophorum. Posteriormente crearía nuevas especies cuyas características diagnósticas no estaban claramente definidas: Eutatus brevis, Eutatus minutus, y Eutatus punctatus, las que los especialistas incluyeron, como las anteriores, en la sinonimia de Eutatus seguini, al igual que hicieron con Eutatus ameghinoi, creada por el paleontólogo A. F. Bordas. 
En el año 2004, los paleontólogos C. M. Krmpotic, A. A. Carlini, y Gustavo Juan Scillato-Yané realizan la revisión del género Eutatus, la cual da por resultado que Eutatus punctatus era una buena especie, por lo que es revalidada. En el año 2009, este mismo equipo de paleontólogos describen una nueva especie: Eutatus pascuali.
Fue asignado a Dasypodidae por el paleontólogo estadounidense Robert L. Carroll en 1988.

### Especies
Este género se subdivide en tres especies: 
- Eutatus seguini Gervais (1867)
- Eutatus pascuali Krmpotic et al., 2009
- Eutatus crispianii Brambilla & Ibarra, 2017

## Extinción
En relación con su extinción, los amerindios primitivos, denominados «paleoindios», seguramente jugaron un papel destacado. Sus restos fueron exhumados de sitios arqueológicos de los primeros poblamientos humanos de la región pampeana, por ejemplo en la «Cueva Tixi», en la sierra de la Vigilancia, borde oriental del conjunto serrano del sistema de Tandilia, acompañados por otras especies faunísticas que compartían su hábitat y que también eran consumidas: Ozotoceros bezoarticus, Lama guanicoe, Myocastor coypus, Lagostomus maximus, Dasypus hybridus, Chaetophractus villosus, Zaedyus pichiy, y Rhea americana.